# Chloroclystis pyrsodonta
Chloroclystis pyrsodonta là một loài bướm đêm trong họ Geometridae.